# Шлеммів канал

1 — Склера. 2 — Судинна оболонка. 3 — Канал Шлемма. 4 — Корінь райдужки. 5 — Рогівка. 6 — Райдужка. 7 — Зіниця. 8 — Передня камера ока. 9 — Задня камера ока. 10 — Війчасте тіло. 11 — Кришталик. 12 — Скловидне тіло. 13 — Сітківка. 14 — Зоровий нерв. 15 — Зонулярні волокна.

Шлеммів канал або канал Шлемма, венозний синус склери (лат. sinus venosus sclerae) являє собою канал, розмішений в склері. Канал розташований на місці стику рогівки і райдужки, у так званому куті передньої камери ока (angulus iridocornealis) і слідує циркулярно поблизу всього краю рогівки. Він відводить водянисту вологу з передньої камери ока і проводить її в передню циліарну вену.
Канал по своїй будові нагадує лімфатичну судину. Внутрішня частина каналу, що найближче стикається з водянистою вологою, покрита трабекулярною сіткою. Ця ділянка чинить найбільший супротив відтоку водянистої вологи.
Канал названий на честь відкривача німецького анатома Фрідріха Шлемма (1795—1858).

## Роль при глаукомі
Канал транспортує приблизно 2-3 мікролітри водянистої вологи за хвилину. Якщо внаслідок травми чи інфекційного процесу канал заблоковується, то це призводить до розвитку глаукоми.